# إيرل ن. فرانكلين
إيرل ن. فرانكلين (بالإنجليزية: Earl N. Franklin)‏ هو عسكري أمريكي، ولد في 26 يناير 1917 في جوليت في الولايات المتحدة، وتوفي في 11 نوفمبر 2003.